# Hermanos García Naveira

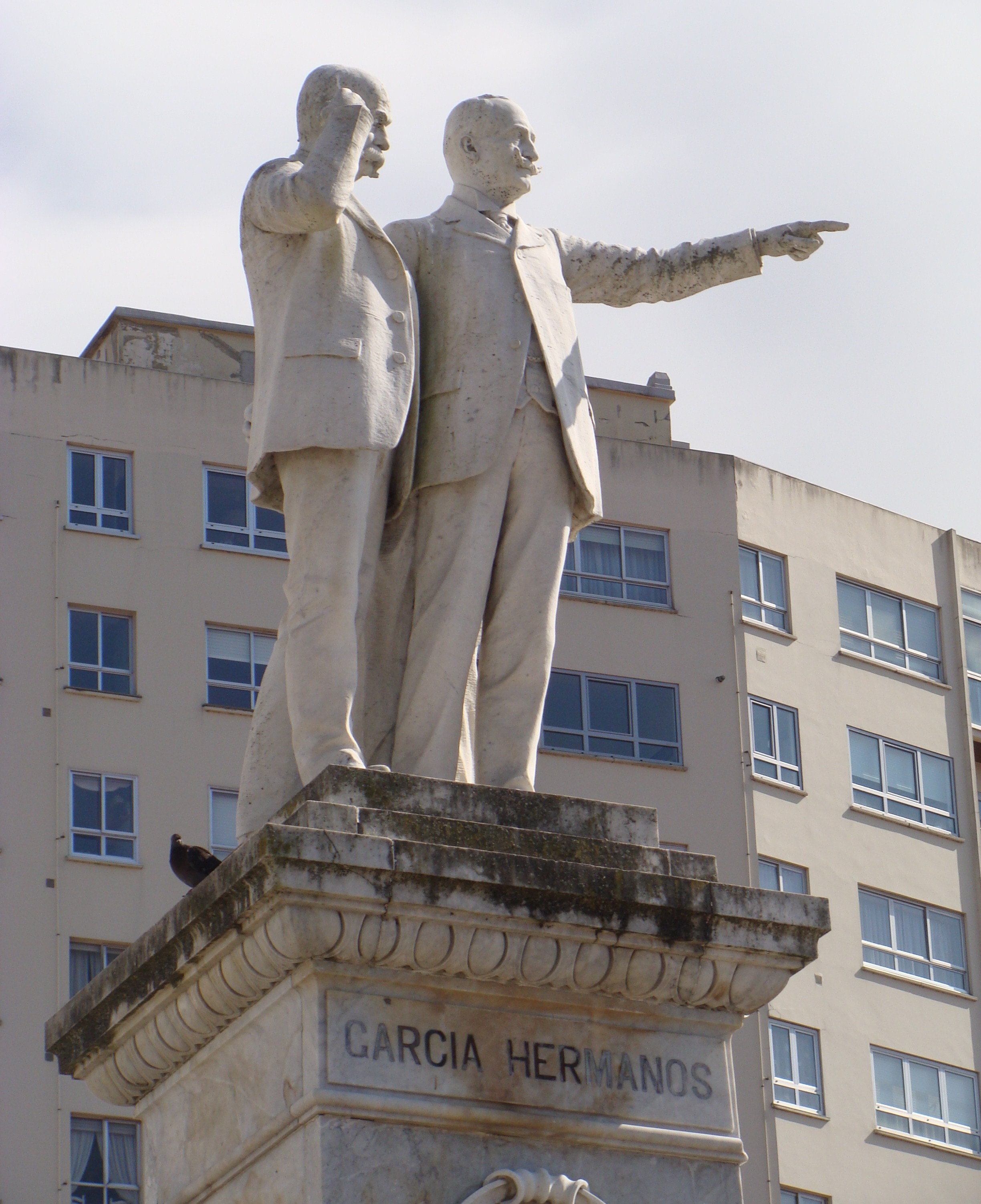
Estatua a los Hermanos García Naveira, en Betanzos.

Juan María (Betanzos, 16 de mayo de 1849 - ibídem, 9 de marzo de 1933)  y Jesús (Betanzos, 14 de junio de 1853 - San Nicolás de los Arroyos, 24 de marzo de 1912) García Naveira, conocidos como los Hermanos García Naveira, fueron unos empresarios españoles que destacaron por su labor filantrópica en la ciudad de Betanzos a principios del siglo xx.

## Biografía
Hijos mayores de Joaquina Andrea Naveira López y José García Camposa, labradores, Juan y Jesús emigraron a Argentina en 1869 y 1871 respectivamente. Se instalaron en Buenos Aires, donde lograron constituir un conjunto de empresas por las que obtendrían una considerable fortuna, así como formar parte como consejeros de distintas entidades mercantiles y financieras.
En 1893, Juan regresó a España, instalándose primero en La Coruña y posteriormente en Betanzos, donde se hizo construir una casa de estilo ecléctico, diseñada por el arquitecto Juan de Ciórraga y Fernández de la Bastida. A ella acudía con frecuencia su hermano Jesús, siempre que sus negocios le permitían viajar a Europa. Su espíritu emprendedor y la precaria situación económica de su ciudad natal movió a ambos hermanos a dedicar parte de su fortuna a impulsar obras benéficas, incluyendo equipamientos públicos, centros escolares e instituciones asistenciales.
En 1912, y a los 59 años de edad, Jesús falleció como consecuencia de las heridas en un accidente de circulación en San Nicolás de los Arroyos (Argentina). El 17 de agosto el Concello de Betanzos realizó un acto de homenaje en su recuerdo.
Juan siguió residiendo con su familia en Betanzos hasta su fallecimiento, a los 83 años. Años después, en 1937, se homenajeó a ambos hermanos colocando una placa de mármol en el edificio donde residieron, con la siguiente inscripción:

“En esta casa habitaron los predilectos hijos de esta ciudad, Excmos. Sres. Don Juan Mª y Don Jesús García Naveira. Su filantropía les hizo acreedores al agradecimiento de sus conciudadanos, reflejado en este recuerdo que les dedica el Excmo. Ayuntamiento de Betanzos. 17 de agosto, 1912. 2 de agosto, 1937” 

## Obras y fundaciones

### Conjuntas
- Patronato benéfico-docente García Hermanos, constituido el 23 de agosto de 1908 para la creación de un asilo de ancianos y de unas escuelas para niños. Las instalaciones, obra del arquitecto Ricardo Boán y Callejas, se inauguraron el 10 de noviembre de 1912.
- Lavadero público gratuito, construido en 1902 para facilitar el trabajo de las lavanderas del municipio.

### Individuales de Juan
- Parque del Pasatiempo, iniciado en 1893 y finalizado en 1914, concebido como área de esparcimiento.
- Un segundo lavadero, anexo al anterior, concluido en 1912.
- Un refugio para discapacitados físicos, inaugurado en 1923 y encomendado a las Hermanas Hospitalarias del Sagrado Corazón de Jesús.
- Un sanatorio para acoger a las religiosas enfermas de la congregación de las Hermanitas de los Ancianos Desamparados.
- Una serie de donaciones para mejorar el antiguo Hospital de San Antonio de Betanzos.

### Individuales de Jesús
- Legado de 50.000 pesetas para la creación de unas escuelas municipales, cuya construcción se inició en 1917 bajo la dirección de Rafael González Villar.
- Legado de 50.000 pesetas para la construcción de una Casa del Pueblo, también obra del referido González Villar, que se comenzaría a edificar en 1918.

## Plaza Hermanos García Naveira
La plaza central de Betanzos, conocida popularmente como praza do Campo-plaza del Campo, se renombró en reconocimiento a la labor filantrópica realizada por los dos hermanos. En un lateral se encuentra la casa en la que residieron, construida por Juan al poco tiempo de regresar a Galicia, en la que también estaba la sede del negocio familiar. En el centro de la plaza, una estatua recuerda a los dos benefactores. Originalmente se encontraba en los jardines del Parque del Pasatiempo y fue trasladada en 1983.
El campo de fútbol de Betanzos, el Estadio García Hermanos, también lleva su nombre.